# 지능형 교통 체계

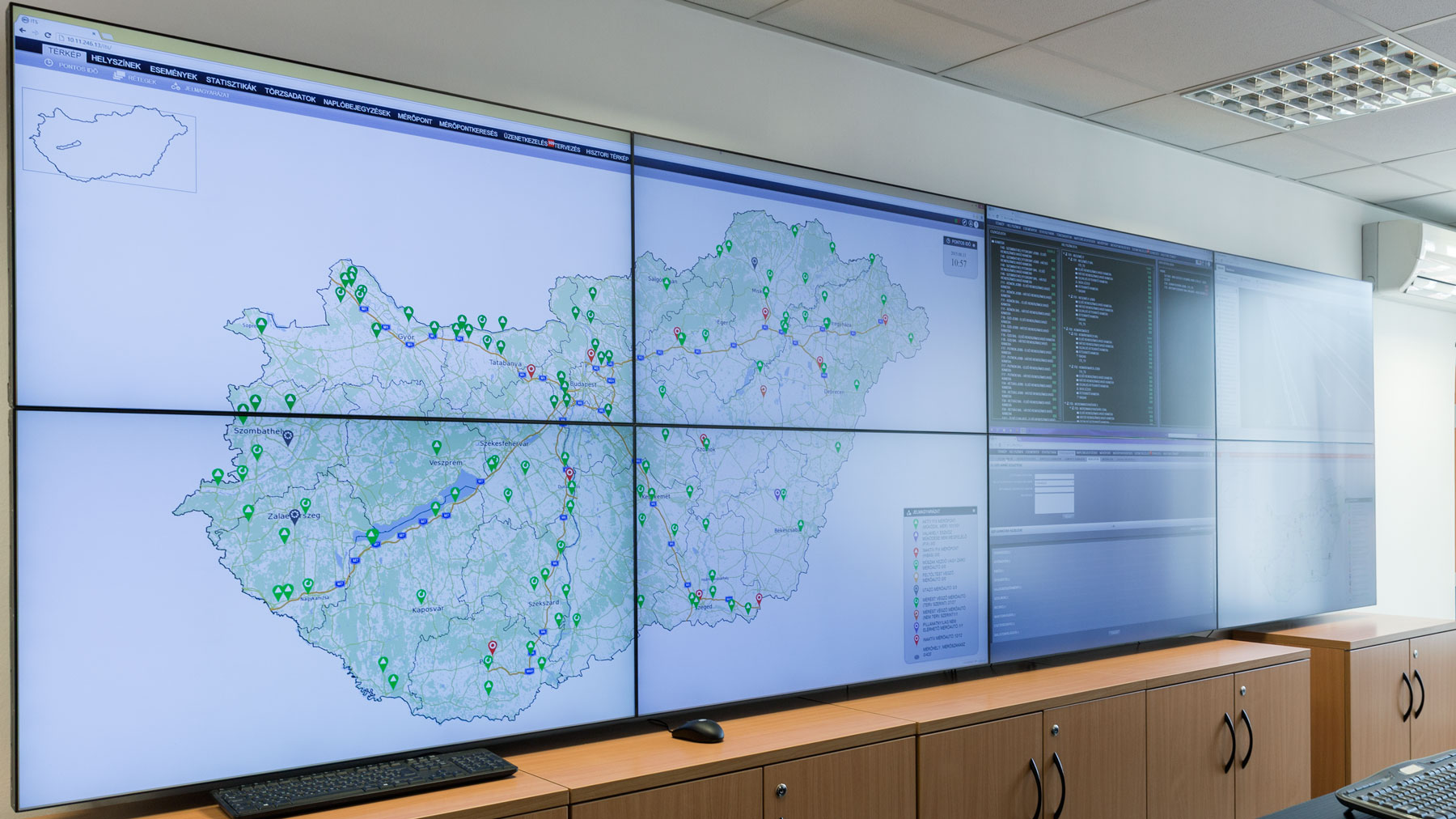
헝가리 고속도로 노선도를 표시하는 도로 관리 시스템

지능형 교통 체계(영어: Intelligent Transport Systems, ITS)은 V2X 통신을 활용해 자동차와 자동차, 자동차와 기반 시설이 정보를 주고 받으며 위험요소, 돌발 상황 등을 사전에 감지하도록 연결해주는 시스템이다.

## 상세
내비게이션에 사용되는 실시간 교통정보, 도로의 실시간 신호 제어, 고속도로의 하이패스와 차로 제어, 버스 정류장의 버스 정보 시스템 등 기존의 지능형 교통 시스템에 V2X 통신 기술을 포함 시켰다. 이를 통해 자동차와 자동차, 자동차와 기반 시설이 서로 정보를 주고 받게 된다.

## 향후
레이더와 카메라 등 센서를 이용해 주변의 상황을 파악하고 사고를 방지하는데 초점을 두고 있는 현재의 자율주행 기술에 차세대 지능형 교통 시스템 도입을 통해 안전한 자율주행이 가능해진다. 자율주행차량 간 정보를 주고 받고, 그 정보를 기반 삼아 최적의 판단을 내리는게 가능해진다.

## 같이 보기
- 교통정보
- 교통